# Юный детектив
«Юный детектив» (англ. The Kid Detective) — детективная комедийная драма Ивэна Моргана, снятая в жанре неонуар. В главных ролях — Адам Броди и Софи Нелисс.  Премьера состоялась 13 сентября 2020 года на Кинофестивале в Торонто. Фильм получил положительные отзывы кинокритиков.

## Сюжет
32-летний Эйб, в прошлом известный ребёнок-детектив, влачит жалкое существование, продолжая браться за пустяковые дела в своем частном агентстве. Но всё меняется, когда появляется девушка по имени Кэролайн, которая просит расследовать убийство её парня.

## В ролях
- Адам Броди — Абрахам «Эйб»  Эпплбаум
  - Джесси Ноа Грумен — юный Абрахам «Эйб»  Эпплбаум
- Софи Нелисс — Кэролайн
- Питер Макнилл — директор Эрвин
- Морис Дин Уинт — констебль Клири
- Ци Ма — мистер Чанг
- Венди Крюсон — мать «Эйба»
- Сара Сазерленд — Люси
- Джонатан Уиттакер — отец «Эйба»